# Скравник
Скравник је насељено мјесто у граду Горажду, Босна и Херцеговина.

## Становништво
|         | 2013.       | 1991.        | 1981.         | 1971.         |
| Укупно  | 12 (100,0%) | 69 (100,0%)  | 121 (100,0%)  | 187 (100,0%)  |
| Бошњаци | 12 (100,0%) | 66 (95,65%)1 | 113 (93,39%)1 | 177 (94,65%)1 |
| Срби    | –           | 2 (2,899%)   | 8 (6,612%)    | 10 (5,348%)   |
| Остали  | –           | 1 (1,449%)   | –             | –             |

1. 1 На пописима од 1971. до 1991. Бошњаци су пописивани углавном као Муслимани.